# Hugo de Grenoble
San Hugo de Grenoble  (Valence, ca.1053-Grenoble, 1 de abril de 1132) fue un sacerdote nombrado canónigo en la ciudad de Valence y después obispo de Grenoble de 1080 a 1132. Ferviente defensor de la reforma gregoriana, jugó un papel fundamental en la fundación de la Orden de los Cartujos junto a San Bruno. Es venerado como Santo de la Iglesia Católica desde su canonización en 1134 por Inocencio II. Su memoria se recuerda cada 1 de abril.  

## Biografía

### Juventud
San Hugo de Grenoble nació en Valence (Francia), en el año 1053.
Manifiesta desde su joven edad una piedad extraordinaria y una gran facilidad para la teología. Siendo aún laico fue investido como canónigo de Valence. Su piedad era tal que había personas que decían que solamente se había percatado de una mujer en toda su vida.

### Obispo de Grenoble
Debido a su fama de piadoso, en el Concilio de Aviñón de 1080, fue elegido obispo, aún sin haber estado ordenado, con 26 años. A pesar de su oposición, que en Roma se atribuye a una excesiva humildad, es ordenado obispo de Grenoble por Gregorio VII.
Al llegar a la diócesis se encuentra un escenario deprimente: el clero es malo y usurero, siendo comunes los sacerdotes que conviven en concubinato y los que comercian con bienes eclesiásticos (simonía). La moral de los laicos está bajo mínimos por los continuos escándalos, y solo hay deudas por la mala administración del obispado.
Hugo intenta poner orden, con plegarias, penitencias, visitas, exhortaciones al pueblo... Pero a los dos años la situación, estancada, le impulsa a entrar en la abadía de la Maison-Dieu en Clermont (Auvernia) y por vestir el hábito de san Benito. Pero el papa le manda taxativamente volver a tomar las riendas de la diócesis.
Por el resto del siglo XI, su episcopado fue marcado por el conflicto con Guigues III of Albon por la posesión de los territorios eclesiásticos de Grésivaudan. Hugo apoyaba que el conde de Albon había usurpado los terrenos del obispado de Grenoble con la ayuda del obispo Mallen. Para reforzar de reclamar lo que les correspondía por derecho, Hugo escribe una historia al obispo diciendo que parte de la diócesis de Grenoble fue capturada en la guerra de religión por manos de los sarracenos. Este era el preámbulo de una serie de documentos para establecer el derecho de su diócesis sobre sus terrenos documentos conocidos como «Cartulaires de Saint Hugues». Un acuerdo entre San Hugo y Guigues se consolidó solo hasta 1099. Guigues aceptaba ceder los territorios en litigio mientras que San Hugo admitía la autoridad temporal del Conde en todos los alrededores de Grenoble.
Su labor diocesana acaba dando frutos, a pesar de no tener vocación episcopal. Vendió las mulas de su carro para ayudar a los pobres porque no había de dónde sacar cuartos ni alimentos y visita la diócesis andando por los caminos. Se reformaron los clérigos, las costumbres cambiaron, se ordenaron los nobles y los pobres tuvieron hospital para los males del cuerpo y sosiego de las almas. 
En 1130, a la edad de 77 años, se llena de valor de ir al encuentro del Papa Inocencio II que venía de Italia para acompañarlo hasta la localidad francesa de Le Puy donde debía de reunirse un importante Concilio para ser reconocido por los soberanos de Europa y para pronunciar la excomunión de su usurpador Anacleto II.
Al final de su vida, atormentado por tentaciones que le llevaban a dudar de la Divina Providencia, aseguran que perdió la memoria hasta el extremo de no reconocer a sus amigos, pero manteniendo lucidez para lo que se refería al bien de las almas. Su vida fue ejemplar para todos, tanto que, muerto el 1 de abril de 1132, fue canonizado solo a los dos años, en el concilio que celebraba en Pisa el papa Inocencio II.

### Canonización
Su cuerpo, depositado en una caja de plata quedó expuesta a la veneración de los fieles durante 4 siglos. En junio de 1562, durante las Guerras de Religión, su cuerpo fue quemado por François de Beaumont, Baron de Adrets, y por los hugonotes en la plaza de Notre-Dame en Grenoble.
Se le representa con hábitos episcopales y por debajo se hace notar su casulla blanca por tener relaciona con la Orden del Císter. Y es que San Hugo también contribuyó a la fundación de la Orden de los Cartujos, en 1084 recibió a San Bruno de Colonia quien había sido, su maestro en otros tiempos, con otros 6 acompañantes, después de haberlos visto en sueños como una constelación de 7 estrellas única en el firmamento. Los instala en un paraje nevado y rocoso en los Alpes llamado "La Gran Cartuja" (La Chartreuse), donde fundan un monasterio y consagran sus vidas a la oración y el estudio, recibiendo a menudo la visita de San Hugo quien adopta gran parte de su modo de vida.